# Кеми-Обинская культура
Кеми-Обинская культура — археологическая культура раннего бронзового века, существовавшая на территории Нижнего Приазовья, Нижнего Поднепровья и Крыма в 3 тысячелетии до н. э.

## Происхождение и исследования
Название культуре дано по кургану Кеми-Оба в Крыму. Курган Кеми-Оба входил в состав могильника, который в 1947 году исследовал П. Н. Шульц. Могильник этот располагался у села Дозорное в Белогорском районе. 
При некоторых отличиях в характере культуры крымских и степных энеолитических племён, они, тем не менее, сохраняли достаточное сходство друг с другом, что было обусловлено их общим происхождением.
Часть племён, заселившая Приазовье и Поднепровье, смешалась со среднестоговскими племенами, в результате чего на левобережном юге Украины сформировались новые племенные образования с культурой смешанного характера.
Культура и история племён Кеми-Обинской культуры изучена в основном по материалам археологических исследований нижнего слоя известного Михайловского поселения в Нижнем Поднепровье. Сосуществовала сначала с нижнемихайловской культурой, затем — с  репинской культурой.

## Жилища
Кеми-обинские племена проживали в небольших поселениях, которые нередко располагались на возвышенностях и островах рек, в частности, Днепра и его притоков. Поселения состояли из ряда жилищ земляночного типа с двускатной крышей, опиравшейся на деревянные столбы. Кроме открытых поселений, в Крымских горах известны также небольшие временные стоянки в пещерах и гротах.

## Хозяйство
Значительную роль в хозяйстве кеми-обинской культуры играло скотоводство, в частности, разведение овец. Вполне вероятно, что временные стоянки кеми-обинских скотоводов в предгорных и горных районах Крыма были связаны с сезонным выпасом отар овец. Кроме овцеводства, кеми-обинские скотоводы занимались коневодством и разведением крупного рогатого скота. Имеются данные о том, что в хозяйстве кеми-обинцев использовались лошадь и корова. Кеми-обинские племена занимались также земледелием, о чём свидетельствуют находки кремнёвых вкладышей для серпов.

## Орудия труда и быт
Как и другие энеолитические племена, кеми-обинцы пользовались в хозяйстве и быту различными орудиями из кремня, другого камня, рога и металла. Оригинальными изделиями из кости были так называемые «коньки» и игральные кости. Из числа металлических изделий у кеми-обинских племён известны шила, ножи, топоры, тесла и другие изделия, несомненно, кавказского происхождения.
Кеми-обинские племена изготавливали посуду, несомненно отличную от посуды других племён энеолита, проживавших на территории современной Украины, в том числе горшки нескольких типов, а также чаши на невысоком поддоне и на ножках — так называемые курильница. Глиняная кеми-обинская посуда была довольно однообразной, с бедным орнаментом.

## Погребения
Кеми-обинские племена хоронили умерших под курганами. Нередко это были довольно сложные сооружения, для строительства которых широко использовались камень и древесина.
Для погребальной камеры выкапывалась четырёхугольная яма. Стены ямы чаще всего обкладывались хорошо обработанными и подогнанными друг к другу каменными плитами или деревянными колодами. Внутренние стены каменной или деревянной камеры часто расписывались красками; возможно, роспись имитировала ковры. На дно камеры, посыпанное мелкой галькой, морскими ракушками или раздробленной известью, укладывали умершего либо на спине, либо на боку, в скорченном положении.
В погребальную камеру ставили глиняную посуду, различные предметы из камня, кости и металла, которые могли «понадобиться» покойному на том свете. После этого погребальная камера перекрывалась каменными плитами или деревянными колодами и старательно замазывалась глиной. Над погребением делали земляную насыпь, которую нередко обкладывали камнями. Вокруг центрального сооружения, иногда на определённом расстоянии, сооружался каменный круг-кромлех, после чего всё сооружение засыпали землёй.
Если кеми-обинцы хотели особо отметить некоторую личность, на кургане устанавливали каменную антропоморфную стелу или вертикальный неотёсанный продолговатый камень — менгир. На каменных ящиках в погребениях встречаются изображения, имеющие точные и детальные аналогии на стелах Франции — Т-образные личины, пастушеские посохи, боевые топоры, изображения стоп, борющихся людей.

## Искусство
Кеми-обинские племена были создателями оригинального декоративно-прикладного искусства, связанного с оформлением и росписью погребальных камер. У них также зародилась примитивная скульптура в виде антропоморфных стел — каменных плит различного размера, на которых условно обозначалась голова человека, схематично изображались отдельные детали лица и рук. В нижней части некоторых антропоморфных стел иногда высечены изображения людей, животных, различных орудий труда или оружия.

## Антропология
Носители Кеми-Обинской культуры имели тип долихокранный узколицый и высоколицый с резкой горизонтальной профилированностью и сильным выступанием носа.